# Фуллер, Уильям (мошенник)
Уильям Фуллер (20 сентября 1670, Милтон-Кинс, Кент — после 1730 года) — английский лжесвидетель и мошенник.

## Биография
Кто был его отец точно неизвестно, но он состоял в родстве с семейством Гербертов. После 1688 года служил королеве Марии Моденской, супруге короля Якова II, и якобитам, стремясь в то же время завоевать благосклонность Уильяма III. После общения с Титусом Оутсом попал в тюрьму за долги, где утверждал, что стремился раскрыть «заговор якобитов». Палата общин в 1692 году заявила, что он был «самозванцем, обманщиком и лжесвидетелем».
Простояв у позорного столба, снова оказался в заключении до 1695 года. Был освобождён, после чего воспользовался возможностью, чтобы снова пустить старый и известный слух о том, что Мария Модена не была матерью принца Уэльского. В 1701 году опубликовал автобиографию — «Жизнь Уильяма Фуллера» и некоторые оригиналы писем покойного короля Якова. Не имея возможности доказать клеветнические утверждения, сделанные в его трудах, был снова привязан к позорному столбу, подвергся порке, оштрафован и заключён в тюрьму.
Вероятно, умер в тюрьме, но точная дата смерти неизвестна. Иногда она указывается как 1717 год, но Фуллер был ещё жив в 1730 году, когда писал Уильяму Уэйку, архиепископу Кентерберийскому, письмо, в котором не в первый раз отрекался от сказанных им ранее слов. В Ньюгейтской церкви Христа сохранилась запись о смерти 24 марта 1733 года заключённого по имени Уильям Фуллер, но достоверно неизвестно, был ли этот тот самый Уильям Фуллер.